# Єжи Брошкевич
Єжи Брошкевич (пол. Jerzy Broszkiewicz, 6 червня 1922, Львів — 4 жовтня 1993, Краків) — польський письменник-фантаст, автор творів для дітей та молоді, історичних творів, есеїст та драматург.

## Біографія
Єжи Брошкевич народився у Львові. У 1940 році, після закінчення середньої школи вже у приєднаному до СРСР рідному місті вступив до Львівської музичної академії. Під час німецької окупації Львова (1941–1944) він був годувальником вошей у Інституті висипного тифу та вірусів професора Рудольфа Вайгля.У 1944 році перебрався до Кракова, де ще рік продовжував вивчати музику, проте в 1945 році покинув музику, та зайнявся виключно літературною творчістю. З 1945 до 1947 року Брошкевич співпрацював із редакцією тижневика «Odrodzenie» та журналу «Teatr», а в 1947—1948 році редагував журнал «Ruch Muzyczny». З 1948 року він редагував журнал «Muzyka». У 1952—1956 році письменник жив у Варшаві, де вів радіопередачу на суспульно-політичні та культурні теми, а також входив до редколегії журналу «Przegląd Kulturalny». У 1957 році повернувся до Кракова, де з 1959 до 1971 року був літературним керівником Народного театру в Новій Гуті. Надалі Єжи Брошкевич постійно жив у Кракові, де й помер 4 жовтня 1993 року.

## Літературна творчість
Єжи Брошкевич розпочав літературну діяльність ще у 1945 році, коли вийшло друком його оповідання «Моніка». Першим виданим романом стала книга «Очікування» (пол. Oczekiwanie), у якій описувалось краківське гетто. За цей роман письменник отримав премію Краківської Землі. Наступним романом Брошкевича став «Вигляд кохання» (пол. Kształt miłości), у якому розповідалось про життя великого польського композитора Фридерика Шопена. За цей роман письменник отримав Державну премію ІІ ступеня, цей роман також став основою фільму «Молодість Шопена» (пол. Młodość Chopina). Пізніше Брошкевич опублікував також скорочений варіант цієї книги під назвою «Оповідь про Шопена» (пол. Opowieść o Chopinie). У 50-х роках та на початку 60-х років ХХ століття письменник переважно публікував твори для дітей і молоді. З 60-х років Брошкевич розпочав писати фантастичні твори, направлені переважно на дитячу та підліткову аудиторію. Першим і найвідомішим фантастичним романом письменника став роман «Велика, більша й найбільша» (пол. Wielka, większa i największa), опублікований у 1960 році, в якому описуються пригоди двох школярів. Своєрідним продовженням роману стала повість «Довгий дощовий тиждень» (пол. Długi deszczowy tydzień), яка вийшла друком у 1966 році, хоча цей твір не має яскраво вираженого фантастичного сюжету, а лише виражену пригодницьку спрямованість. У 1962 році вийшов друком ще один фантастичний роман письменника «Ці з Десятої тисячі» (пол. Ci z Dziesiątego Tysiąca, в українському перекладі вийшла під назвою «Трансгалактичний розвідник»), у якому оповідається про пригоди трьох 14-літніх підлітків, які проводять розвідувальну місію на штучній планеті за межами Сонячної системи. Продовженням цього роману є роман «Око Центавра» (пол. Oko Centaura), у якому герої попереднього роману подорожують на штучній планеті до сузір'я Центавра. У 1967 році Єжи Брошкевич написав наступний фантастичний роман для дітей «Локшина, Кефір та Місцевий» (пол. Kluska, Kefir i Tutejszy) про фантастичні подорожі у часі та просторі трьох друзів-школярів. У 1970 році письменник опублікував новий фантастичний твір «Моя місячна невдача» (пол. Mój księżycowy pech), в якій розповідається про туристичну подорож шкільного класу на Місяць. У 1970 році Єжи Брошкевич опублікував пригодницький роман «Довго і щасливо» (пол. Długo i szczęśliwie), в якому розповідається про майже фантастичні пригоди поляка на тлі історичних подій ХХ століття, а 1972 опублікував пригодницько-містичний роман «Містер Ді» (пол. Mister Di). Останньою книгою письменника стала екологічно-казкова повість для дітей «Брати Кошмарек, Магістр і я» (пол. Bracia Koszmarek, magister i ja).
Окрім прозових творів, Єжи Брошкевич також написав низку драматичних творів, зокрема «Імена влади» (пол. Imiona władzy), «Іона і блазень» (пол. Jonasz i błazen), «Дві пригоди Лемюеля Гуллівера» (пол. Dwie przygody Lemuela Gulliwera), а також низку есе, сценаріїв для фільмів та телепередач, та кілька збірок фейлетонів. Його твори перекладені 19 мовами, в тому числі й українською.

## Нагороди і відзнаки
Єжи Брошкевич у 1955 році нагороджений Лицарським хрестом Ордену Відродження Польщі та медаллю «10-річчя Народної Польщі». У 1982 році письменник отримав Державну премію Польщі І ступеня за багаторічну літературну діяльність.

## Особисте життя
Єжи Брошкевич був одружений, його дружина Ева працювала лікарем. У подружжя була одна дочка Ірена, яка за фахом є математиком, та є дружиною відомого польського підприємця Петра Ферстера.

## Творчість

### Твори для молоді
- Олімпійська повість (пол. Opowieść olimpijska, 1948)
- Оповідь про Шопена (пол. Opowieść o Chopinie, 1950)
- Яцек Куля (пол. Jacek Kula, 1952)
- Еміль! Еміль! (пол. Emil! Emil!, 1954)
- Велика, більша й найбільша (пол. Wielka, większa i największa, 1960)
- Ці з Десятої тисячі" (пол. Ci z Dziesiątego Tysiąca, 1962)
- Око Центавра" (пол. Oko Centaura, 1964)
- Довгий дощовий тиждень" (пол. Długi deszczowy tydzień, 1966)
- Локшина, Кефір та Місцевий" (пол. Kluska, Kefir i Tutejszy, 1967)
- Моя місячна невдача (пол. Mój księżycowy pech, 1970)
- Містер Ді (пол. Mister Di, 1972)
- Самотній мандрівник (пол. Samotny podróżny, 1973)
- Брати Кошмарек, Магістр і я (пол. Bracia Koszmarek, magister i ja, 1980)

### Інші прозові твори
- Очікування (пол. Oczekiwanie, 1948)
- Вигляд кохання (пол. Kształt miłości, 1950/51)
- Імена влади (пол. Imiona władzy, 1957)
- Довго і щасливо (пол. Długo i szczęśliwie, 1970)
- Десять розділів (пол. Dziesięć rozdziałów, 1971—1974)
- Доктор Твардовський (пол. Doktor Twardowski, 1977—1979)

### Драматичні твори
- Імена влади (пол. Imiona władzy, 1957)
- Іона і блазень (пол. Jonasz i błazen, 1958)
- Дві пригоди Лемюеля Гуллівера (пол. Dwie przygody Lemuela Gulliwera)
- Історична роль Пігви (пол. Dziejowa rola Pigwy, 1960)
- Скандал у Геллбергу (пол. Skandal w Hellbergu, 1961)
- Дурень та інші (пол. Głupiec i inni)
- Кінець шостої книги (пол. Koniec księgi VI)

## Переклади українською мовою
- Повість про Шопена / Пер. О. Лєнік. – К.: Молодь, 1960. – 176 с. 2 крб. 15 коп. 13 000 прим. (п) – підписано до друку 28.01.1969 р.
- Трансгалактичний розвідник: Роман / Пер. Р. Дуба; Худ. Анатолій Дев’янін. – К.: Веселка, 1965. – 216 с. – (У світі пригод). 65 000 экз. (п)
- Велика, більша й найбільша: Роман / Пер. Ігоря Бречака; Худ. Анатоль Єлісєєв та Михайло Скобелєв. – К.: Веселка, 1966. – 196 с. 42 коп. (п)
- Оті з Десятої Тисячі: Фантастична повість / Пер. В. Омелянчук; Худ. Н. Антокольський. – К.: Веселка, 1974. – 152 с. 25 коп. 30 000 прим. (о) – підписано до друку 03.10.1974 г.
- Довго і щасливо: Роман / Пер. В. Пасічна; Худ. О. Ніколаєць. – К.: Дніпро, 1974. – 256 с. (п)
- Довгий дощовий тиждень: Повість / Пер. О. Леник; Худ. В. Ігнатов. – К.: Веселка, 1975. – 152 с. (о)
- Брати Кошмарик, Магістр і я: Повість / Пер. Ольги Лєнік; Мал. Ростислава Безп'ятова та Георгія Філатова. – К.: Веселка, 1987. – 256 с. (о)